# Orde der Transformanten
Der Orde der Transformanten („Orde“ ist niederländisch für „Orden“) ist eine Neue religiöse Bewegung. Die Bewegung wurde 2003 von Robert Baart in den Niederlanden gegründet und hat ihren Sitz in Hoeven (Noord-Brabant). Wohngemeinschaften der Glaubensgemeinschaft wurden später auch in Deutschland eröffnet. Kirchenvorsteher ist Kirsten Smeets. In den Niederlanden hat die Gruppe den rechtlichen Status einer gemeinnützigen Kirchengemeinschaft.

## Geschichte
Die Gemeinschaft gründete sich 2003 in den Niederlanden. Seit 2008 hat der Orde den anerkannten Gemeinnützigkeitsstatus und ist als religiöse Organisation in der Kategorie 94911 mit RSIN 822997186 registriert. Hoeven war jahrelang die Residenz des Ordens. Dutzende von Menschen lebten zusammen in einer Gemeinschaft in sieben Häusern nebeneinander. Dem damaligen Sprecher der Gemeinde zufolge gehörten damals etwa 60 Personen, Erwachsene und Kinder, dem Orden an.
In den 2010er Jahren siedelte die Sekte nach Deutschland um. 2012 wurde durch die zur Sekte gehörende Eventagentur ADG Management Group das Kloster Graefenthal erst angemietet und 2017 erworben.
2020 durchsuchte die Polizei das Kloster-Gebäudeensemble und fand neben einer 25 Jahre alten Frau, die nach Angaben der Polizei gegen ihren Willen dort festgehalten wurde, auch zwei Schreckschusspistolen. Gegen Robert Baart wurde ein Haftbefehl wegen schweren sexuellen Missbrauchs in den Jahren 2006–2008 in den Niederlanden, Vergewaltigung, Freiheitsberaubung und Körperverletzung erlassen.

## Theologie
Der Orden der Transformanten behauptet, eine christliche Bewegung zu sein, die sich hauptsächlich auf das Buch der Apostelgeschichte aus der Bibel konzentriert. Die Mitglieder berufen sich auf eine Glaubensschrift mit dem Namen „Worte Gottes“ („Dictum Dei“). Sie glauben, dass die Schrift auf eine göttliche Eingabe zurückgeht.

## Verbrechen in Zusammenhang mit der Sekte
Ein 58-jähriger Mann war damals festgenommen worden. Dem selbsternannten Propheten werden mehrere Vergewaltigungen vorgeworfen. Außerdem soll er eine Frau gegen ihren Willen auf dem Gelände in Goch festgehalten haben.

### Niederlande
Am 2. August 2008 wurde in Rotterdam auf den Geschäftsmann Frits Bebelaar geschossen.  Der Geschäftsmann solle aufgrund einer Hasskampagne zur Zielscheibe des Orde geworden sein. Das Opfer hatte eine Beziehung zu einem Ordensmitglied. Das Opfer selbst wies sofort auf den Orden der Transformanten hin. Zwei Mitglieder des Ordens, Patric van G. und Pieter van W., wurden wegen dieses versuchten Mordes strafrechtlich verfolgt, aber schließlich im Berufungsverfahren freigesprochen.
Im Jahr 2014 wurde Edwin S., eines der Ordensmitglieder, verurteilt, ein ehemaliges Mitglied der Gemeinde in Laren (Noord-Holland) erstochen zu haben. Das Opfer Jeroen van Hasselt hatte den Orden verlassen, weil er mit der Lebensweise der Gruppe nicht einverstanden war. Seine Frau und seine Kinder blieben Mitglieder der Sekte. Van Hasselt hatte zuvor berichtet, dass er den Sektenführer Robert Baart als „ungesunden dominanten Anführer“ empfunden habe, und wurde nach seinem Ausstieg bedroht. Nach seinem Ausstieg konnte er seine Kinder kaum noch sehen. Der damals 26-jährige Täter Erwin S. wurde wegen Mordes zu sechs Jahren Gefängnis verurteilt.

### Deutschland
Gegen Robert Baart wurde 2020 ein Haftbefehl wegen schweren sexuellen Missbrauchs in den Jahren 2006–2008 in den Niederlanden, Vergewaltigung, Freiheitsberaubung und Körperverletzung erlassen.  Auch soll er eine Frau gegen ihren Willen auf dem Kloster-Gelände in Goch festgehalten haben.
Am 21. Oktober und am 7. Dezember 2020 fanden im Kloster Graefenthal Polizeirazzien statt. Bei der zweiten Durchsuchung wurden 54 Personen, darunter Kinder, angetroffen. Bei den Razzien wurden zwei Schreckschusspistolen sichergestellt.

## Kritik und Kontroversen
Sabine Riede von Sekteninfo NRW sagte gegenüber dem WDR, dass Mitglieder die Religionsgemeinschaft nicht verlassen dürften, da sie laut der Organisation sonst Konsequenzen „durch Gott“ befürchten müssten. Riede berichtete auch, dass „Angst vor der Hölle geherrscht habe und Angst vor dem Propheten“. In einer früheren Version des Artikels hatte es noch geheißen, dass Riede behaupte, die Mitglieder würden sich von der Außenwelt abschotten und alles Geld würde an den „Propheten“ gehen.